# Retromarsh!!!
Retromarsh!!! è stato un programma televisivo italiano di genere comico e satirico andato in onda il martedì (poi la domenica) in prima serata (a parte l'8 novembre, alle ore 22.15) su Telemontecarlo dal 15 ottobre al 15 dicembre 1996, con la conduzione di Gianfranco D'Angelo, per dieci puntate. Le musiche erano curate da Franz Di Cioccio e da Patrick Djivas, membri della Premiata Forneria Marconi. In linea con varietà come Seven Show, fu antesignano di programmi a metà strada fra i cabaret televisivi successivi (come Zelig - Facciamo Cabaret e Colorado) e le situation comedy (come Camera Café e Love Bugs), format poi visti anche su canali televisivi come Comedy Central e Zelig TV.

## La trasmissione
La trasmissione di genere comico e satirico proponeva un continuo alternarsi di personaggi, figurine, battute, scenette, balletti, all'interno di una scenografia paramilitare con lo stesso stile del film M.A.S.H., ricordando per molti versi Drive In.
Tra gli autori fanno parte Gianfranco D'Angelo, Iaia De Capitani e l'impronta di Enrico Vaime, Riccardo Di Stefano con Flavio Andreini.
Lo show poteva vantare un ricco cast comico dove spiccavano oltre allo stesso D'Angelo vestito da Raffa (Raffaella Carrà) e da Romano Prodi, i nomi di Cinzia Leone che imitava fra l'altro Valeria Marini con accento sardo e sguardo tonto; le scenette surreali di Zuzzurro e Gaspare; Salvatore Marino, con un approccio giornalistico che ricorda lo stile di Enrico Mentana, allestiva il suo personale "TG Truppa" fatto con una dialettica basata sui giochi di parole; Marco Milano, nella parte del soldato veneto del 26º Reggi-petto, dell'ecologo Annibale Can, e di Bepi Cicchetto. Non mancano personaggi che il pubblico già conosceva, come Cristina Garavaglia, il trio dei Trettré, Stefano Masciarelli, Serena Grandi, Brigitte Nielsen, Antonio Rezza, Carlo e Simone (Pizzibutti), Simona D'Angelo, Fabio Balasso, Angelo Belgiovine, Beppe Braida, il rumorista Alberto Caiazza, Antonio Cornacchione, il cantante Tony Dallara, Franco Dolce, Giorgio Ganzerli, Marcello Locci, Walter Merafina, Enzo Garinei e Gigi Sammarchi.
All'interno del programma c'è una folta rappresentanza del nucleo storico di Drive in, Gianfranco D'Angelo, i Trettrè, Zuzzurro e Gaspare, Francesco Salvi e le ragazze in vestiti succinti de "La Ronda".
Tra i momenti fissi, le varie parti venivano collegate tra loro dalla signora Tettamanti: si trattava della soubrette dello spettacolo Stefania Orlando, che mostrava un procace topless, mentre proponeva alcuni aforismi comici.

## Successo e critiche
La trasmissione, in onda su Telemontecarlo, sarebbe una sorta di remake di Drive in di Antonio Ricci, proposta per anni di domenica da Italia 1 dal 1983 al 1988, dal quale provengono molti attori del cast, ma dall'atmosfera un po' dimessa, cifra costante dei primi programmi della gestione Cecchi Gori Group. A parte il Roxy Bar di Red Ronnie con una propria identità, le altre trasmissioni della rete di Cecchi Gori sarebbero state "imitazioni di qualcos'altro, già andato in onda molto tempo prima, alla Rai o a Mediaset. Con in più una patina polverosa, una sensazione di piccolo e di mezzi ridotti, che non passa pure pensando alla voluta ambientazione di retrovia scelta per il varietà. La struttura che doveva porsi come «terzo polo», e per ciò fare da stimolo a quei lumaconi pieni di guai dei concorrenti, si dimostra invece una replica vagamente oratoriale. Incomprensibili, al solito (o comprensibili solo in quanto riempitrici di spazi vuoti) le risate finte dello scarso pubblico: esse sono sempre controproducenti, anche nelle sit-com, non solo non fanno ridere di più, ma fanno venire il nervoso, di più". 
Al momento del debutto, il programma non ottenne particolari riscontri e la critica televisiva bocciò la trasmissione, ritenendola poco originale e datata.